# Tierra Amarilla (États-Unis)
Pour les articles homonymes, voir Tierra Amarilla.
La ville de Tierra Amarilla est le siège du comté de Rio Arriba, situé dans l'État du Nouveau-Mexique, aux États-Unis.